# Dekanat tłuchowski
Dekanat tłuchowski – dekanat diecezji płockiej z siedzibą w Tłuchowie.

## Lista parafii
| Lp | Miejscowość / parafia                           | Czas powstania | Proboszcz / administrator                | Zdjęcie |
| -- | ----------------------------------------------- | -------------- | ---------------------------------------- | ------- |
| 1  | Bożewo św. Jakuba                               | 1453           | ks. Roman Zieliński od 2023              |         |
| 2  | Ligowo św. Mateusza                             | 1388           | ks. kan. Andrzej Zembrzuski od 2009      |         |
| 3  | Mochowo św. Marcina                             | koniec XIV w.  | ks. mgr Wojciech Krzysztof Muzal od 2018 |         |
| 4  | Skępe Miłosierdzia Bożego                       | koniec XIV w.  | ks. mgr Roman Murawski od 2016           |         |
| 5  | Skępe Zwiastowania NMP                          | ok. 1490       | o. Ekspedyt Robert Osiadacz OFM od 2020  |         |
| 6  | Sudragi św. Maksymiliana Kolbego                | koniec XIV w.  | ks. mgr Jacek Kędzierski od 2018         |         |
| 7  | Tłuchowo Wniebowzięcia Najświętszej Maryi Panny | XIII w.        | ks. mgr Adam Brzeziński od 2022          |         |

stan na dzień 26.04.2024